# Hermann von Eichendorff

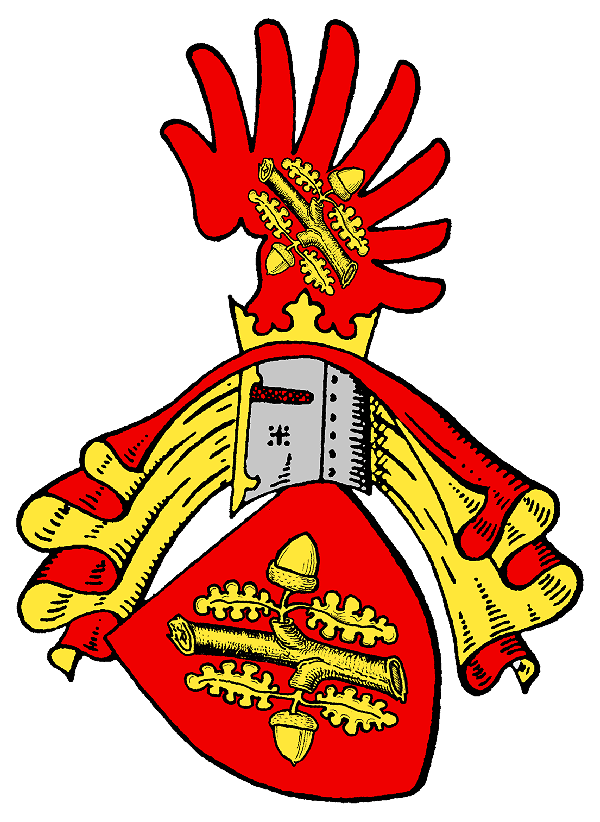
Wappen derer von Eichendorff

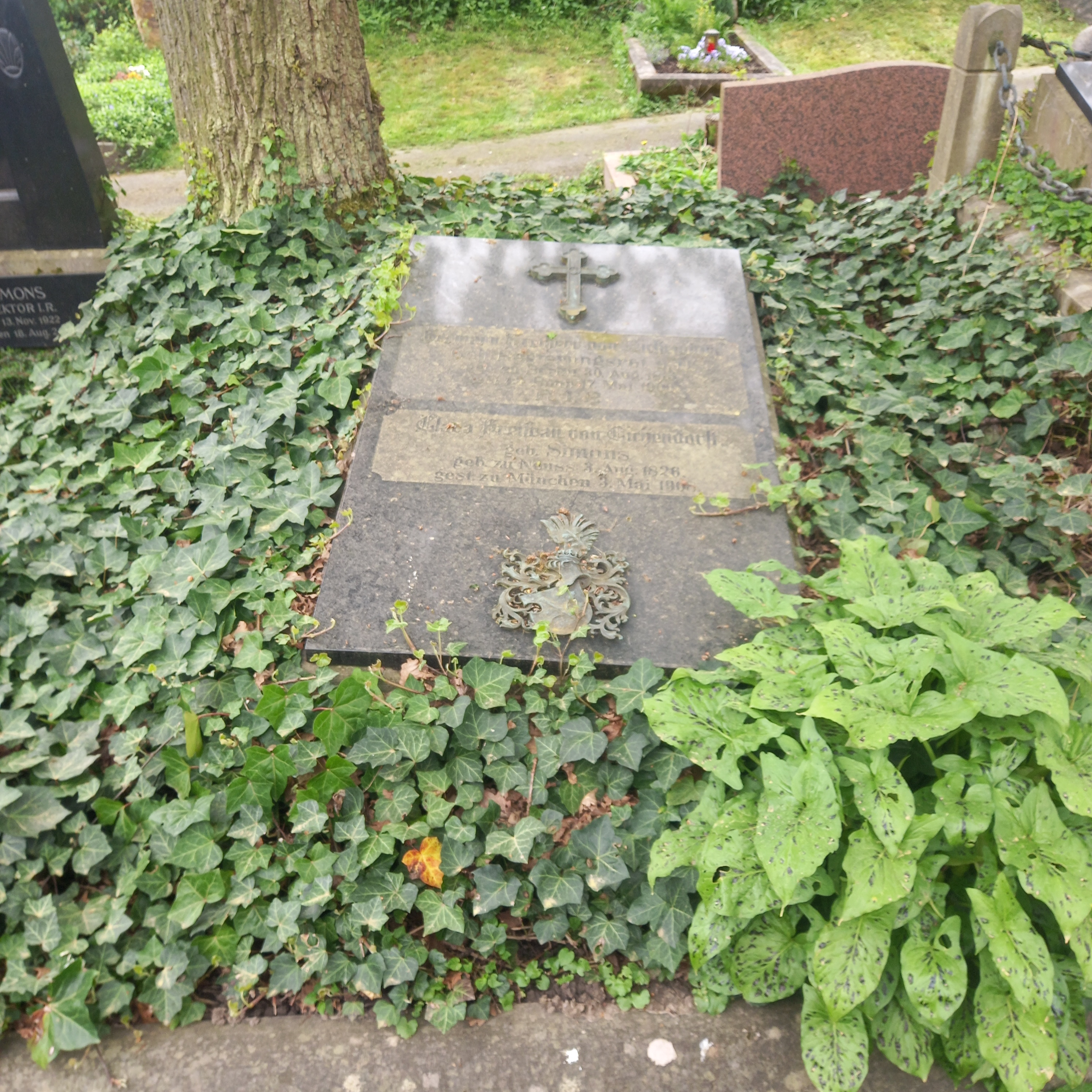
Das Grab von Hermann von Eichendorff und seiner Ehefrau Clara geborene Simons auf dem Poppelsdorfer Friedhof in Bonn

Hermann Joseph Johann Adolf Martin Freiherr von Eichendorff (* 30. August 1815 in Berlin, Preußen; † 17. Mai 1900 in Bonn, Rheinprovinz) war ein königlich-preußischer Adeliger und Verwaltungsjurist sowie Herausgeber, Familienforscher, Sohn und Biograf des Joseph von Eichendorff.

## Leben

### Herkunft und Bildung
Das katholische Adelsgeschlecht der Freiherren von Eichendorff war seit dem 17. Jahrhundert in Mähren und Schlesien ansässig. Der Vorfahre Hartwig Erdmann von Eichendorff kam aus Zerbow nach Sedlnitz in Mähren und ist im Jahr 1683 in Deutsch Krawarn verstorben. Hermann war der Sohn von Joseph von Eichendorff (1788–1857) und dessen Ehefrau Aloysia (Luise) von Larisch (1792–1855).
Hermann von Eichendorff verbrachte seine Kindheit in Berlin, Breslau, Danzig und Königsberg. Er besuchte Gymnasien in Königsberg und Berlin und studierte Rechtswissenschaften an der Friedrich-Wilhelms-Universität in Bonn. 1839 war er Auskulator beim Danziger Land- und Stadtgericht und danach als Rechtsreferendar in Danzig.

### Wirken
Er wirkte als Assessor und Hilfsarbeiter bei den Regierungen in Frankfurt an der Oder, Potsdam und Aachen. Seit dem Jahr 1851 war er in Aachen als Rechtsassessor und dann 1859  als Regierungsrat in Aachen beamtet. Im Jahr 1882 erhielt er die Ernennung zum Geheimen Regierungsrat, nahm die Entlassung und zog nach Bonn um.
Nach dem Tod des Vaters im November 1857 nahm er Kontakt mit seiner Tante Luise von Eichendorff, die in Baden bei Wien lebte, auf und bat sie um Erinnerungen aus ihrer Kindheit und Jugend auf Schloss Lubowitz. Am 25. Mai 1859 erschien auf Initiative der Tante das Sonett Joseph von Eichendorffs Deutschlands künftiger Retter in der Wiener Zeitung.
Im Jahr 1864 gab Hermann von Eichendorff in Leipzig die Biografie und sämtlichen Werke in sechs Bänden des Vaters heraus. Einen weiteren Teil der Schriften des Vaters gab im Jahr 1866 der Verlag Ferdinand Schöningh in Paderborn heraus.
Hermann von Eichendorff hat nicht nur Korrekturen der Schreibweisen und Zeichensetzung vorgenommen, sondern teilweise auch in die Textsubstanz eingegriffen, zumal bei dem Gedicht- und Nachlassband. Im Jahr 1923 erschienen in Leipzig die Neuauflagen, die von seinem Sohn Karl von Eichendorff und Wilhelm Kosch neubearbeitet wurden.

## Familie
Hermann von Eichendorff heiratete am 24. Juni 1856 in Honnef Klara Henriette Bernhardine Simons (1826–1908). Aus der Ehe gingen acht Kinder hervor:
1. Marie Clara Luise Bernhardine (* 29. März 1858 in Aachen; † 11. November 1863 in Honnef) ist als Kleinkind verstorben
2. Hedwig Clara Maria Franziska (* 24. Februar 1860 in Aachen; † 7. August 1921 in Frauenwörth), ab August 1892 Ordensschwester Placida von Eichendorff Priorin und Äbtissin des Benediktinerinnenstifts auf Frauenwörth
3. Josef Arnold Hermann Hartwig Erdmann (* 24. September 1861 in Aachen; † 17. Oktober 1929 in München), königlich-preußischer Oberstleutnant a. D.
4. Karl Josef Hartwig Erdmann (* 24. Februar 1863 in Aachen; † 22. März 1934 in Altenbeuern), preußischer Offizier (zuletzt Oberstleutnant), Familienforscher und Publizist
5. Elisabeth Clara Maria (* 11. September 1865 in Aachen; † 1. August 1866 in Aachen) ist als Kleinkind verstorben
6. Anna Clara Marie Hermine Juliana (* 22. Dezember 1866 in Aachen; † 11. Juni 1953 in München)
7. Waldemar Hartwig Erdmann Hermann Josef (28. März 1868 in Aachen; † 21. März 1899 in Prag), Pater Maurus OSB
8. Anna Hermine Clara Maria (* 15. Dezember 1870 in Aachen; † 2. Februar 1945 in München)

## Herausgeberschaft
- Joseph von Eichendorff. Sein Leben und seine Schriften. Verlag Voigt & Günther, Leipzig 1864 (zweite Ausgabe).
  - Joseph von Eichendorff. Sein Leben und seine Schriften. Leipzig 1923 (dritte, von Karl Freiherr von Eichendorff und Wilhelm Kosch neubearbeitete Auflage).
- Joseph Freiherrn von Eichendorffs sämtliche Werke. 6 Bände. Verlag Voigt & Günther, Leipzig 1864 (zweite Auflage).
  - Joseph Freiherrn von Eichendorffs sämtliche Werke. 6 Bände. Leipzig 1923. (dritte Auflage, neubearbeitet von Karl Freiherr von Eichendorff und Wilhelm Kosch).
- Aus dem literarischen Nachlasse Joseph Freiherrn von Eichendorffs. Verlag Ferdinand Schöningh, Paderborn 1866.